# 你行！你上！
《你行！你上！》，原名《英雄出少年》，是2025年上映的中国剧情片，由姜文执导，姜文、游晓颖、张寒寺编剧，演出阵容包括姜文、马丽、张乘郝、王硕珑、陆一、于和伟、余皑磊、何赛飞、辛芷蕾、雷佳音、葛优、王传君、胡歌、甄子丹 、丁志诚、李屏宾。故事发生在1980年代，一对钢琴家父子郎朗和郎国任从中国沈阳前往美国，为当地艺术家演奏钢琴。
电影于2025年7月18日在中国上映。

## 演员
- 姜文 饰演 朗国任
- 马丽 饰演 周秀兰
- 张乘郝 饰演 郎朗（童年）
- 王硕珑 饰演 郎朗（少年）
- 陆一 饰演 郎朗
- 于和伟 饰演 老崔
- 余皑磊 饰演 坚孙
- 何赛飞 饰演 欧亚
- 辛芷蕾 饰演 林老师
- 雷佳音 饰演 二叔
- 葛优 饰演 王子曰
- 王传君 饰演 楚中天
- 胡歌 饰演 胡先生
- 甄子丹 饰演 Alex杨
- 丁志诚 饰演 老警察
- 李屏宾 饰演 诸葛伯乐大师